# Józef Grabowski (1826–1899)
Józef Grabowski (ur. w roku 1826, zm. 6 listopada 1899 w Warszawie) – polski inżynier kolejnictwa, uczestnik powstania styczniowego, członek Rządu Narodowego i pełnomocnik rządu w Galicji, współpracownik Ludwika Mierosławskiego.

## Życiorys
Był synem emigranta. Skończył Instytut Agronomiczny w Marymoncie i Szkołę Dróg i Mostów w Paryżu zdobywając gruntowną wiedzę matematyczną i inżynierską. Pracował, jako inżynier, przy budowie Kolei Warszawsko-Petersburskiej (1859) oraz przy projektowaniu linii kolejowej Warszawa – Włodzimierz Wołyński (plany nie zostały zrealizowane). 
W okresie bezpośrednio poprzedzającym wybuch powstania styczniowego należał do Dyrekcji Konstabli (1861) i był członkiem Rządu Narodowego (związanym ze stronnictwem „białych”. Pełnił początkowo funkcję komisarza pełnomocnego Rządu Narodowego w Galicji, a następnie był współpracownikiem Ludwika Mierosławskiego, organizującego siły zbrojne poza krajem.
Po upadku powstania krótko przebywał na emigracji. Po powrocie do Królestwa pracował nadal jako inżynier kolejnictwa. W pierwszym etapie budowy Kolei Nadwiślańskiej (1874) był przewidziany na stanowisko naczelnika nowego Wydziału Technicznego, jednak wybrał pracę w Nowej Aleksandrii (Puławy) przy budowie i konserwacji nowego połączenia kolejowego.
W latach 1890–1899 był – jako emeryt – redaktorem Przeglądu Technicznego. 
W czasopiśmie publikował m.in. sprawozdania i recenzje artykułów zamieszczanych w czasopismach zagranicznych oraz własne teksty, dotyczące głównie zagadnień hydrologii, np.:
- Otwory małych mostów lub rur żelaznych na strumieniach i parowach (1883),
- O prowadzeniu doświadczeń nad ilościami opadów deszczowych i stosunkiem wód spadłych na daną powierzchnię zlewną do objętości spływającej łożyskiem zamkniętym tąż powierzchnią (1886).

Zmarł w listopadzie 1899 roku. Jego nazwisko zostało wymienione przez Feliksa Kucharzewskiego w czasie odczytu pt. Kiedy pojawili się technicy w Polsce i którymi z poprzedników naszych pochlubić się możemy, wygłoszonego w roku 1913 na posiedzeniu Stowarzyszenia Techników Polskich w Warszawie.